# Сан Ђервазио (Сондрио)
Сан Ђервазио је насеље у Италији у округу Сондрио, региону Ломбардија.
Према процени из 2011. у насељу је живело 41 становника. Насеље се налази на надморској висини од 644 м.